# Далеко от Москвы (фильм)
«Далеко от Москвы» — советский художественный фильм режиссёра Александра Столпера, снятый по одноимённой книге Василия Ажаева в 1950 году на киностудии «Мосфильм». Картина вышла на экраны 19 декабря 1950 года.

## Сюжет
Коллектив строителей прокладывает нефтепровод на Дальнем Востоке. Но некоторым из рабочих кажется, что их место на фронте, а не в далёком тылу, за многие тысячи километров от линии огня. Так считает молодой инженер Ковшов. Рвётся на фронт и начальник стройучастка Рогов. Разговор с руководителем стройки Батмановым и парторгом Залкиндом заставляет Ковшова и Рогова пересмотреть свою точку зрения и осознать важность своей работы. Ставшие свидетелями огромного энтузиазма советских людей, они воочию убеждаются, что здесь — тот же фронт. Борясь с косностью и рабским преклонением некоторых специалистов перед иностранными авторитетами, работая в суровых условиях таёжной зимы, используя новаторские предложения строителей, коллектив в рекордно короткий срок прокладывает нефтепровод. Дальневосточная нефть пошла на нужды фронта.

## В ролях
| Актёр                  | Роль                                                                                             |
| ---------------------- | ------------------------------------------------------------------------------------------------ |
| Николай Охлопков       | Василий Максимович Батманов, начальник строительства нефтепровода                                |
| Павел Кадочников       | Алексей Николаевич Ковшов, заместитель главного инженера строительства                           |
| Валериан Квачадзе      | Георгий Давыдович Беридзе, главный инженер строительства                                         |
| Григорий Кириллов      | Пётр Ефимович Грубский, автор проекта нефтепровода                                               |
| Сергей Столяров        | Александр Иванович Рогов, начальник стройучастка                                                 |
| Лев Свердлин           | Михаил Борисович Залкинд, секретарь горкома и парторг строительства                              |
| Марк Бернес            | Умара-Магомет, сварщик                                                                           |
| Александр Ханов        | Кузьма Кузьмич Тополев, соавтор проекта нефтепровода, «дед»                                      |
| Степан Крылов          | Солнцев, шофёр                                                                                   |
| Виктор Бубнов          | Карпов, председатель колхоза                                                                     |
| Леонид Кмит            | Махов, шофёр                                                                                     |
| Татьяна Махова         | Татьяна Петровна Васильченко, инженер по связи                                                   |
| Иветта Киселёва        | Женя Козлова, экономист                                                                          |
| Владимир Соловьёв      | Ефимов, начальник участка                                                                        |
| П. Иванов              | Генка Панков, рабочий-подросток                                                                  |
| Павел Оленев           | Мерзляков, начальник участка на проливе                                                          |
| Владимир Владиславский | Либерман, снабженец                                                                              |
| Александр Хвыля        | Писарев, уполномоченный Комитета обороны и секретарь крайкома партии в Рубежанске (нет в титрах) |
| Сергей Гурзо           | Петя Гудкин, проектировщик                                                                       |
| Евгений Калужский      | эпизод (нет в титрах)                                                                            |
| Георгий Черноволенко   | Фурсов, проектировщик (нет в титрах)                                                             |
| Любовь Соколова        | Ольга Фёдоровна, доктор (нет в титрах)                                                           |
| Лев Фричинский         | эпизод                                                                                           |
| Роза Макагонова        | Женя (нет в титрах)                                                                              |
| Александра Панова      | секретарь Батманова (нет в титрах)                                                               |
| Виктор Ключарев        | секретарь крайкома (нет в титрах)                                                                |
| Вера Бурлакова         | комсомолка                                                                                       |
| Иван Переверзев        | инженер (нет в титрах)                                                                           |
| Всеволод Сафонов       | участник совещания (нет в титрах)                                                                |
| Юрий Тимошенко         | телеграфист                                                                                      |

## Съёмки
Съёмки начались в конце 1949 года. Весной 1950 года в Хибинах (Мурманская область) снимались крупные актёрские сцены. На Сахалине в рабочем посёлке Восточный. производились съёмки Охинских нефтепромыслов под руководством режиссёра Евгения Зильберштейна.

## Награды
За фильм «Далеко от Москвы» (1950) присуждена Сталинская премия первой степени (1951):
- Столперу Александру Борисовичу, режиссёру
- Шеленкову Александру Владимировичу, оператору
- Чен Иоланде Евгеньевне, оператору
- Охлопкову Николаю Павловичу, исполнителю роли Василия Михайловича Батманова
- Кадочникову Павлу Петровичу, исполнителю роли Алексея Николаевича Ковшова
- Свердлину Льву Наумовичу, исполнителю роли Михаила Борисовича Залкинда
- Столярову Сергею Дмитриевичу, исполнителю роли Александра Ивановича Рогова
- Бернесу Марку Наумовичу, исполнителю роли Умары-Магомета